# Bernard De Winter
Bernard De Winter ( 1924 ) es un botánico y explorador sudafricano; director del Botanical Research Institute de Pretoria. Realizó extensas expediciones botánicas a Namibia.

## Algunas publicaciones
- 1987. Nasionale Boomlys / National List of Trees. Con Johannes Vahrmeijer, Friedrich Von Breitenbach. 3ª ed. de Van Schaik Uitgewers, 269 pp. ISBN 0627015344, ISBN 9780627015342

- 1973. Know Your Trees: A Selection of Indigenous South African Trees. Con Mayda De Winter, Donald Joseph Boomer Killick. Ed. Reader's Digest Association Limited, 32 pp.

- 1966. Sixty-six Transvaal Trees. National tree list for South Africa. Con Mayda De Winter, Donald J. B. Killick. Ed. Botanical Research Institutes, Dept of Agricultural Technical Services, 175 pp.

- 1965. The South African Stipae and Aristideae (Graminae), an Anatomical, Cytological and Taxonomic Study. 404 pp.

- 1964. Plant Taxonomy Today. Ed. Botanical Res. Institute, 23 pp.

## Honores

### Epónimos
Género
- (familia Pedaliaceae) Dewinteria van Jaarsv. & A.E.van Wyk 2007[2]

Especies
- (Aloaceae) Aloe dewinteri Giess ex H.Borman & Hardy.[3]

- (Caryophyllaceae) Silene dewinteri Bocquet[4]

- (Crassulaceae) Crassula dewinteri Friedrich[5]

- (Ebenaceae) Euclea dewinteri Retief[6]

- (Poaceae) Aristida dewinteri Giess[7]

- (Poaceae) Panicum dewinteri J.G.Anderson[8]

- (Poaceae) Sartidia dewinteri Munday & Fish[9]

- (Simaroubaceae) Kirkia dewinteri Merxm. & Heine[10]
- La abreviatura «De Winter» se emplea para indicar a Bernard De Winter como autoridad en la descripción y clasificación científica de los vegetales.[11]